# Tinolius sundensis
Tinolius sundensis là một loài bướm đêm trong họ Erebidae.